# Közelharc (játékfogalom)
A közelharc kifejezést az asztali és a videójátékok átvették és népszerűsítették, hogy a close-quarters battle minden formáját magában foglalja. Ez magában foglalhat minden olyan harcot, amely az ellenfél közvetlen megütésével jár, általában egy méternél kisebb távolságból, különösen a harcművészetek vagy a kézitusafegyverek használatával. Ezt a kifejezést különösen más stratégiákkal, például a távolsági harcban használt lőfegyverekkel vagy (adott esetben) a mágiával szemben használják, ha a játék többféle harcmodort kínál.

## Történet
Az 1812-ben létrehozott korai asztali háborús játék, a Kriegsspiel a kézitusa szabályait tartalmazta. Egyes fordításokban a játéknak ezt a szakaszát röviden melée-ként emlegették.
H. G. Wells 1913-as Little Wars című műve volt az első, amely kifejezetten a „közelharc” szabályt vázolta fel névadó háborús játékában. Számos későbbi hadijáték (és videojáték) eredete a Little Warsban először lefektetett szabályrendszerre vezethető vissza.
1968-ban Gary Gygax és Jeff Perren átvette és módosította a Siege of Bodenburg, egy középkori háborús játék szabályait, és kibővítette az egy az egy elleni közelharc szabályait, valamint a közelharci fegyverek sajátos szabályait. Ez a módosított szabályrendszer Chainmail néven jelent meg, és tartalmazott egy fantasy-kiegészítőt, amely később Dungeons & Dragons néven vált ismertté. A Dungeons & Dragons népszerűsége, amely a karakterek íjakon és mágián kívüli harcának ábrázolására „közelharci fázist” tartalmazott, elősegítette a „közelharc” kifejezés elterjedését más asztali és videójátékokban.

## A videójátékokban
Ez a kifejezés még mindig a legtöbb szerepjátékra vonatkozik, de gyakran használják az FPS videójátékok kontextusában a nem távolsági támadás megjelölésére. Ez az 1992-es Wolfenstein 3D játékkal kezdődött, amelyben a fegyverhez hasonlóan a leltárból kiválasztható kés is szerepelt.
A stratégiai játékokban, különösen a valós idejű stratégiákban, azokat a gyalogsági egységeket, amelyek nem használnak távolsági fegyvereket, gyakran közelharci egységeknek nevezik.

## Fordítás
Ez a szócikk részben vagy egészben  a   Melee (game terminology) című angol Wikipédia-szócikk ezen változatának fordításán alapul.  Az eredeti cikk szerkesztőit annak laptörténete sorolja fel. Ez a jelzés csupán a megfogalmazás eredetét és a szerzői jogokat jelzi, nem szolgál a cikkben szereplő információk forrásmegjelöléseként.